# Ingrid Elam
Anna Ingrid Elam, född 3 december 1951 på Donsö utanför Göteborg, är en svensk kulturjournalist och litteraturvetare.
Ingrid Elam disputerade 1985 i litteraturvetenskap vid Göteborgs universitet på en avhandling om den romantiska versberättelsen. År 2006 blev hon docent vid Malmö Högskola och 2014 professor i litterär gestaltning vid Göteborgs universitet.
Hon är verksam som litteraturkritiker i Dagens Nyheter, Borås Tidning och Sveriges Television och har varit kulturchef på Göteborgs-Tidningen, Göteborgs-Posten och Dagens Nyheter. 
Efter att ha lämnat redaktörsyrket var Ingrid Elam anställd vid Malmö högskola 2003–2012 som områdesprefekt för Konst, kultur och kommunikation, dekan för Kultur och samhälle samt vice rektor. Från hösten 2012 är hon dekan för Göteborgs universitets konstnärliga fakultet.
Åren 1974–1979 var hon gift med sedermera professorn i romanska språk Lars Lindvall och fick med honom två barn: professor Johannes Lindvall (född 1975) och radiomedarbetaren Ylva Lindvall (född 1976). Numera är hon sambo med ekonomen och författaren Kenneth Hermele.

## Priser och utmärkelser
- 2004 – Tegnérpriset
- 2005 – Gerard Bonniers essäpris
- 2005 – Gleerups skönlitterära pris
- 2012 – Lotten von Kræmers pris